# Rogatka (Biała)
Rogatka – część wsi Biała w Polsce położona w województwie śląskim, w powiecie kłobuckim, w gminie Kłobuck.